# Гольчичи
Гольчицы (бел. Гольчыцы) — деревня в Слуцком районе Минской области Белоруссии. Административный центр Первомайского сельсовета.

## История
Название деревни происходит от слова «голь» — беднота, нищета или слова «голец» — чистое, свободное от леса место. Возможно, первые поселенцы обосновались на таком месте.
В начале XX в. существовало поместье с таким названием (3 двора, 42 жителя) и деревня (53 двора, 340 жителей). На 1 января 1998 года — 314 дворов, 757 жителей.
В 3 км севернее деревни находится памятник археологии — городище, которое датируется VII—II в. до н. э. Его открыл Ю. Драгун в 1963 году, исследовал Г. М. Залашко.

## Транспорт
Доехать из Слуцка до деревни можно на автобусах:

223с — Слуцк АВ — Гольчицы

230с — Слуцк АВ — Жилин брод

Расписание

## Инфраструктура
- Первомайский сельский исполком
- Гольчицкая сельская библиотека-филиал № 13 сети публичных библиотек Слуцкого района .
- Сельский дом культуры
- Магазин «Продукты»
- Магазин «Промтовары»
- Средняя школа
- Отделение почтовой связи «Гольчичи»
- Отделение № 36 филиала № 615 АСБ «Беларусбанк»

## Известные уроженцы
- Ивашкевич, Януш (1879 — 1944) — историк, профессор.